# Noorderlicht (schip, 1910)
Het zeilschip Noorderlicht is een Nederlandse tweemastschoener. Het is een voormalig Duits lichtschip. Sinds 1994 vaart het zeilschip in de zomer met toeristen in de Spitsbergen-archipel. Vanaf 2004 laat men het in de winter invriezen in een fjord om als basiskamp te dienen voor tochten over land en ijs.

## Geschiedenis

### Lichtschip (1910 - 1963)

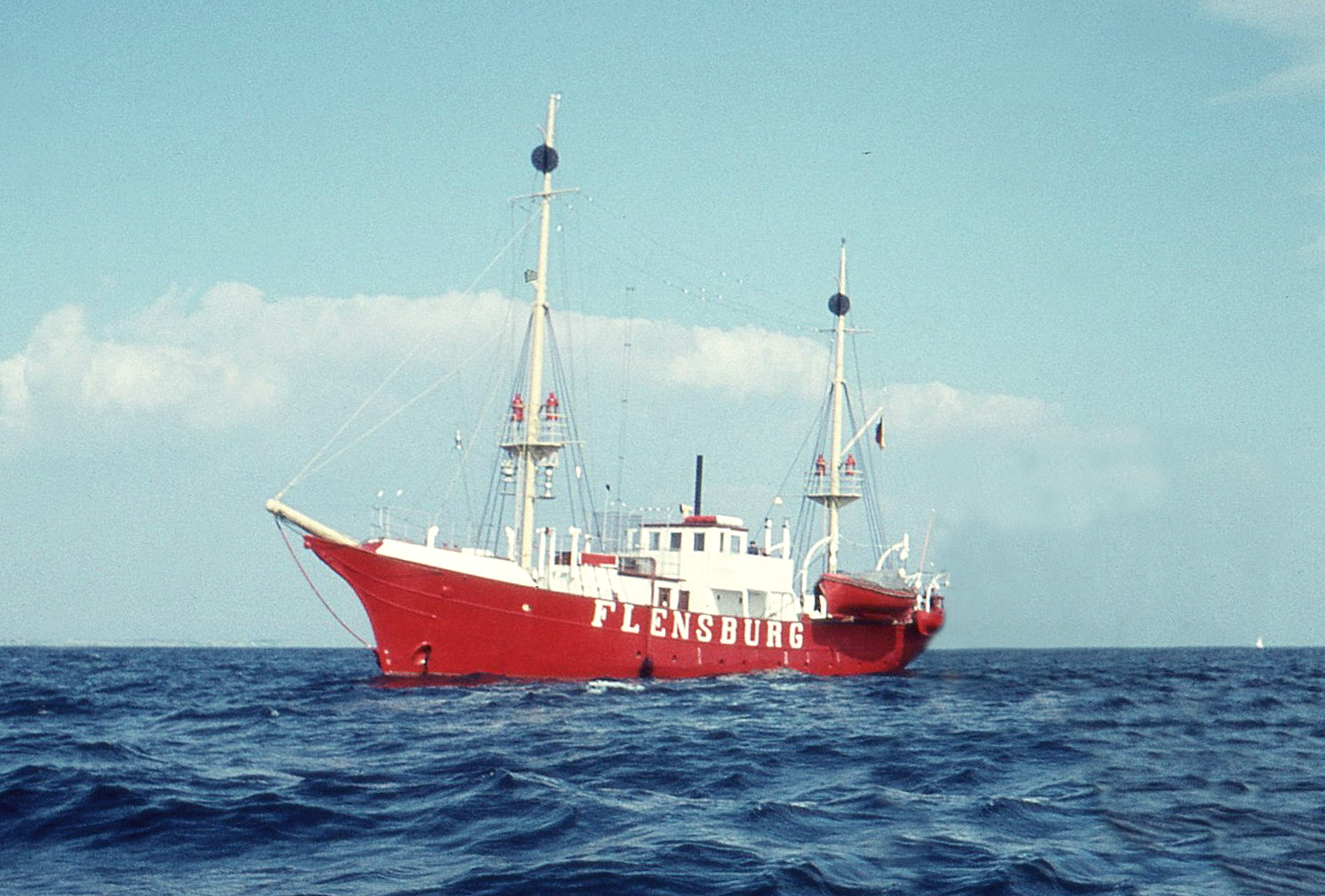
Het lichtschip Flensburg in 1961, twee jaar voor buitendienststelling

Het lichtschip werd in 1910 gebouwd door de Flensburger Schiffbau-Gesellschaft voor 184.000 Goldmark, en werd Kalkgrund II gedoopt, naar de gelijknamige zandbank dicht bij Flensburg. Het was oorspronkelijk getuigd als driemastschoener en niet uitgerust met een motor. Als lichtschip was het schip verankerd en werden de zeilen alleen gebruikt voor noodgevallen of om naar de haven te varen voor groot onderhoud. Het lichtschip was tot in 1919 in dienst van de Duitse Reichsmarine, waarna het werd beheerd door Seezeichenbehörde, Küstenbezirk III Kiel en vanaf 1925 door de Wasserbauamt Kiel onder de naam Flensburg.
In de oorlogsjaren 1939-1945 kwam het schip in handen van de Kriegsmarine die de middelste mast verwijderde om plaats te maken voor een dekhuis. Na de oorlog bleef het schip in dienst als lichtschip, in 1953 werd het herbouwd door de Staatswerft Rendsburg-Saatsee en verlengd met zes meter (bij de waterlijn van 30 meter naar 36 meter). In 1954 kwam het opnieuw in dienst. Bijna tien jaar later, op 11 juni 1963, werd het als lichtschip buiten dienst gesteld. De lichtbakenfunctie verving men door een vuurtoren.
Het lichtschip zorgde voor de beloodsing van haven en uitkijkpost van Flensburg. Het schip had een bemanning van 15 koppen voor onderhoud van het schip en de loodsdiensten. Een belangrijke taak was het ijsvrij houden van het schip in het zee-ijs. In 1941 werd de Kalkgrund II met ketting en anker in het ijs meegesleurd tot bij Neukirchen.

### Woonschip, clubhuis, wrak (1963 - 1992)
In 1963 werd het schip verkocht aan Fa. Holm & Moltzen in Flensburg en aangepast en gebruikt als woonschip voor expatriates. In 1967 volgde voor DM 16.000 doorverkoop aan de Kielse zeilvereniging Möltenorter Seglerkameradschaft die het naar Möltenort in de Kieler Fjord versleepte, waar het vanaf 1968 als clubhuis diende. De leden van de vereniging waren verantwoordelijk voor het onderhoud, maar als gevolg van interne onenigheid werd het schip slecht onderhouden. Het raakte hierdoor in steeds slechtere staat. Het schip werd in 1986 uit Möltenort weggesleept. Het is onduidelijk waar het zich daarna bevond.

### Noorderlicht Spitsbergen/Canarische eilanden (1993 - 2003)
In 1992 ontdekten Ted van Broeckhuysen en Gert Ritzema in Friesland een roestige romp, die ze voor 180.000 gulden kochten. In twee en een half jaar werd de romp gestript, verbouwd en opnieuw getuigd met twee masten. Het schip werd ingericht voor meerdaagse groepszeiltochten en geschikt gemaakt voor alle zeeën. In de lente van 1994 was het eerste vaarseizoen in Spitsbergen, in samenwerking met een reisorganisatie die gecombineerde zeil/wandel-groepsreizen organiseerde op Spitsbergen. Het schip maakte de rest van dat jaar zeiltochten tussen Nederland, Canarische eilanden en Spitsbergen gecombineerd met wandelexcursies.

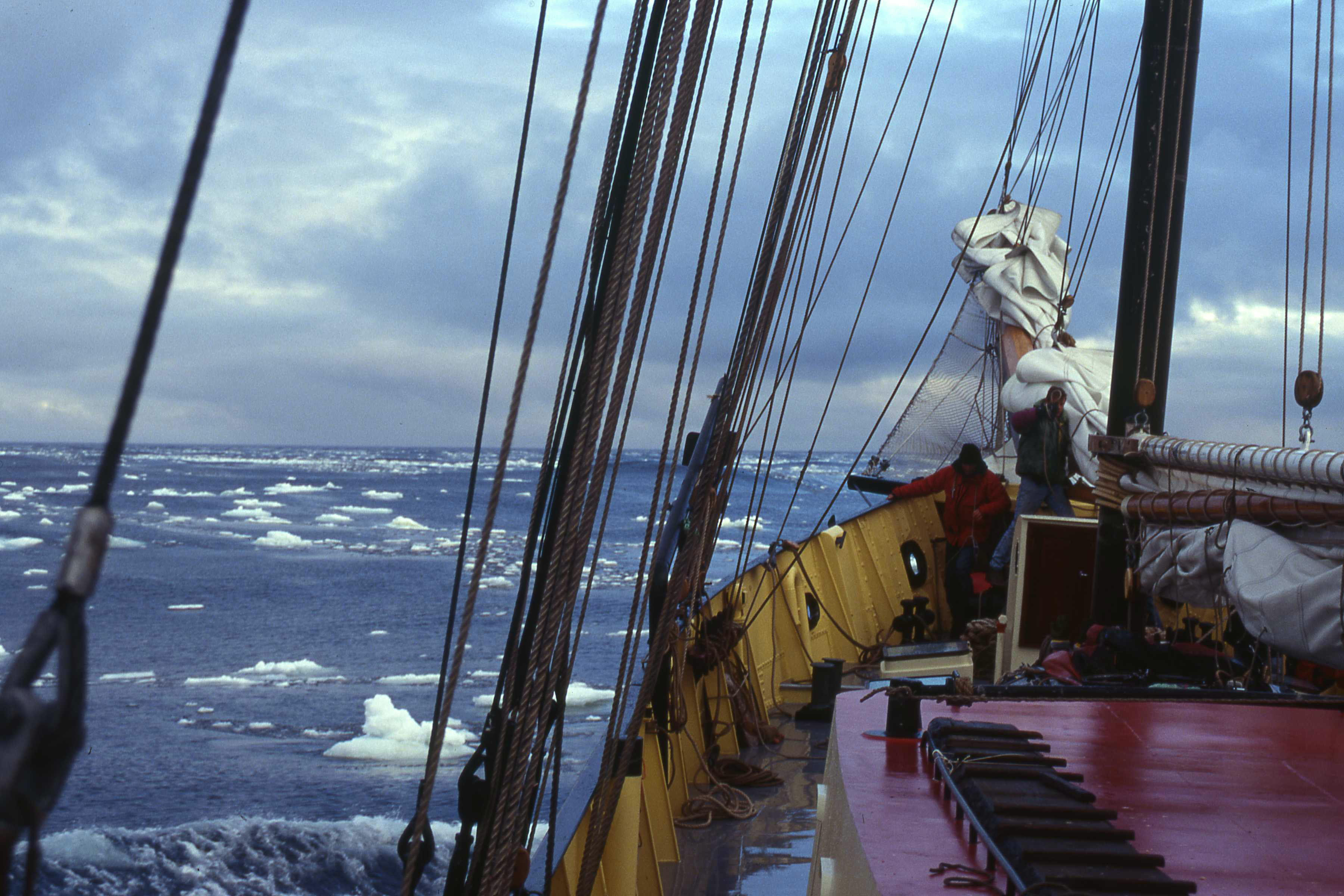
Varend tussen de ijsschotsen

De lange zeiltochten van en naar Nederland vanuit Spitsbergen en de Canarische eilanden waren ook als 'lange mijlen' zeilvaarten boekbaar voor de liefhebbers. In de zomer van 2003 werd voor het laatst op de Canarische eilanden gevaren. In de beginjaren was er samenwerking met SNP Natuurreizen. De zeiltochten waren later ook boekbaar bij het agentschap zeilvaart Enkhuizen. De thuishaven van het schip was Hoorn.

## Indeling

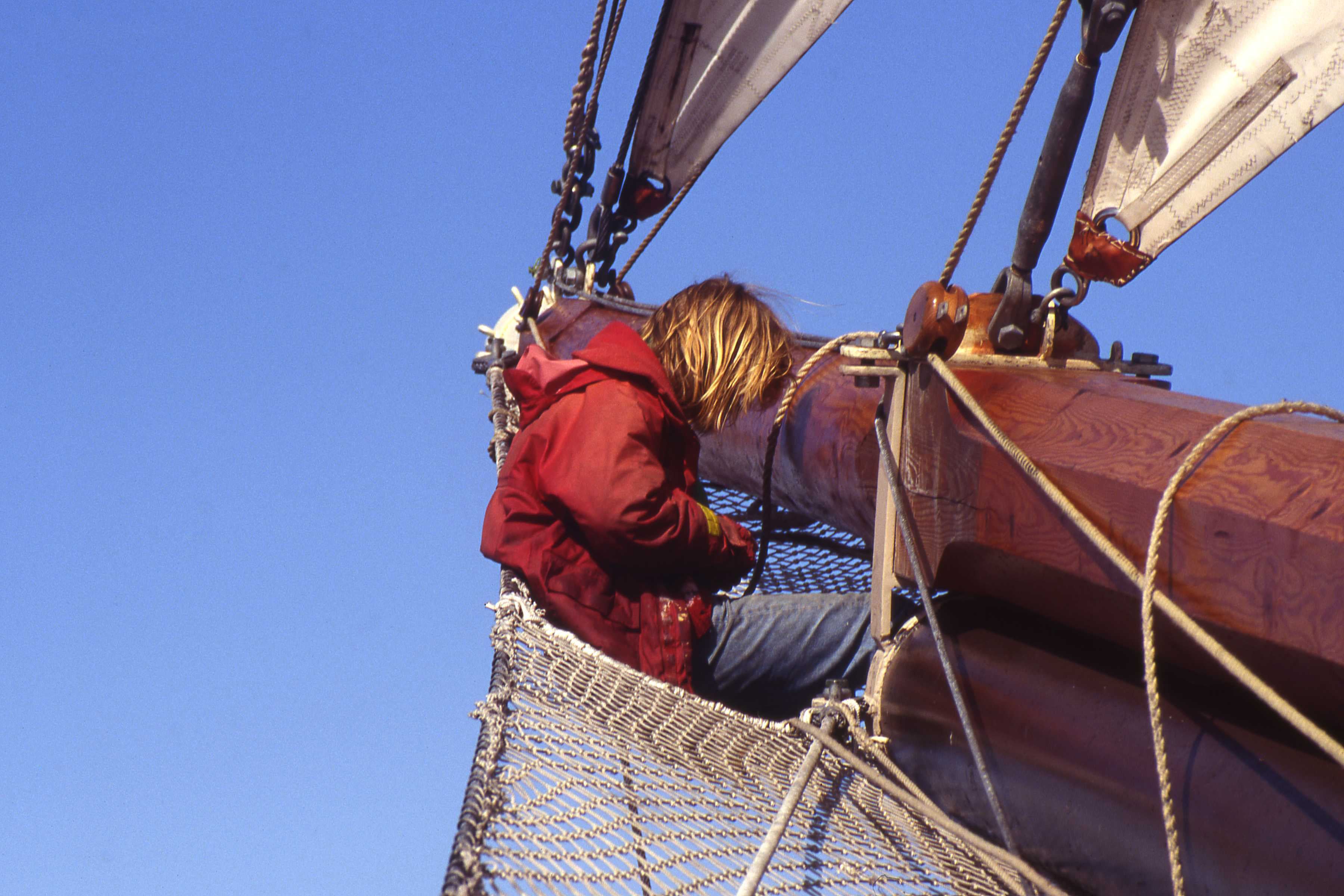
De boegspriet met kluiverboom en net om aan de zeilen te kunnen werken.

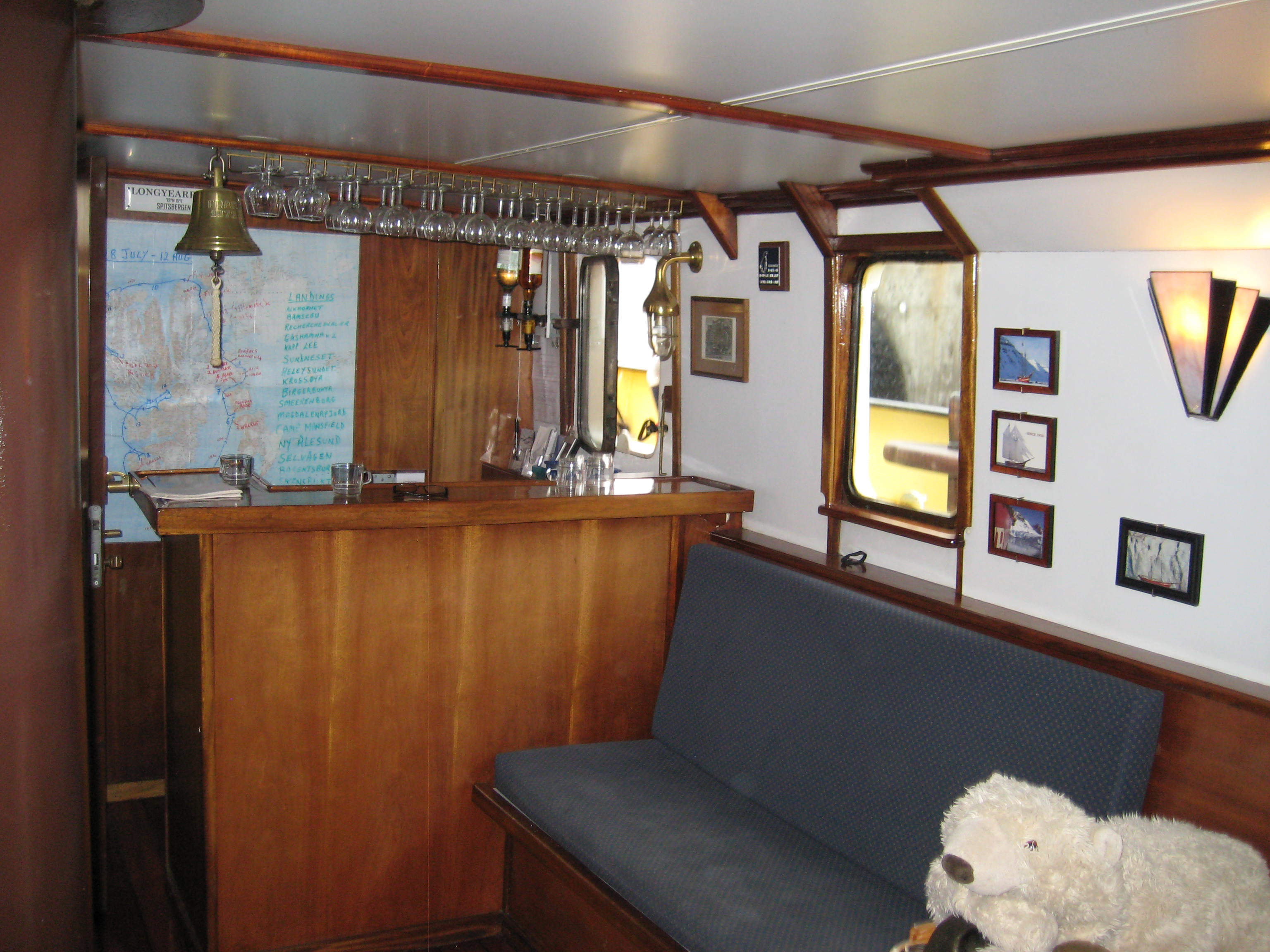
De roef

De tien tweepersoons passagiershutten bevinden zich in het midden van het schip, evenals de kombuis, de eettafel en de lounge. De kapitein en eerste maat slapen in de achtersteven. Bij de ingang hiervan bevindt zich navigatietafel, navigatieapparatuur en radio. In de voorsteven, bereikbaar door een luik, slapen de andere bemanningsleden. De slaapvertrekken van de bemanning zijn verboden terrein voor de passagiers. Ook de machinekamer benedendeks is verboden.

### Bijzonderheden
De twee stalen masten hellen licht naar achter en zijn gestengeld. Er is een houten kluiverboom en metalen boegspriet. Er wordt een bakstag gebruikt bij de voormast. Bij het overstag gaan moet de bakstag aan de loefzijde naar achter gebracht worden en aangespannen worden. De bakstag aan de lijzijde moet losgemaakt worden en naar voren gebracht worden om het het grootzeil niet te hinderen.
In verband met de veiligheidsvoorschriften voor passagiersschepen is alle energieverbruik (warm water, koken, etc) elektrisch. De elektriciteit wordt geleverd door twee generatoren: een kleine generator die continu draait voor de verlichting en de navigatie- en communicatiesystemen van het schip en een grotere generator wordt gebruikt voor warm water.

## Ingevroren basiskamp (2004 - 2015)

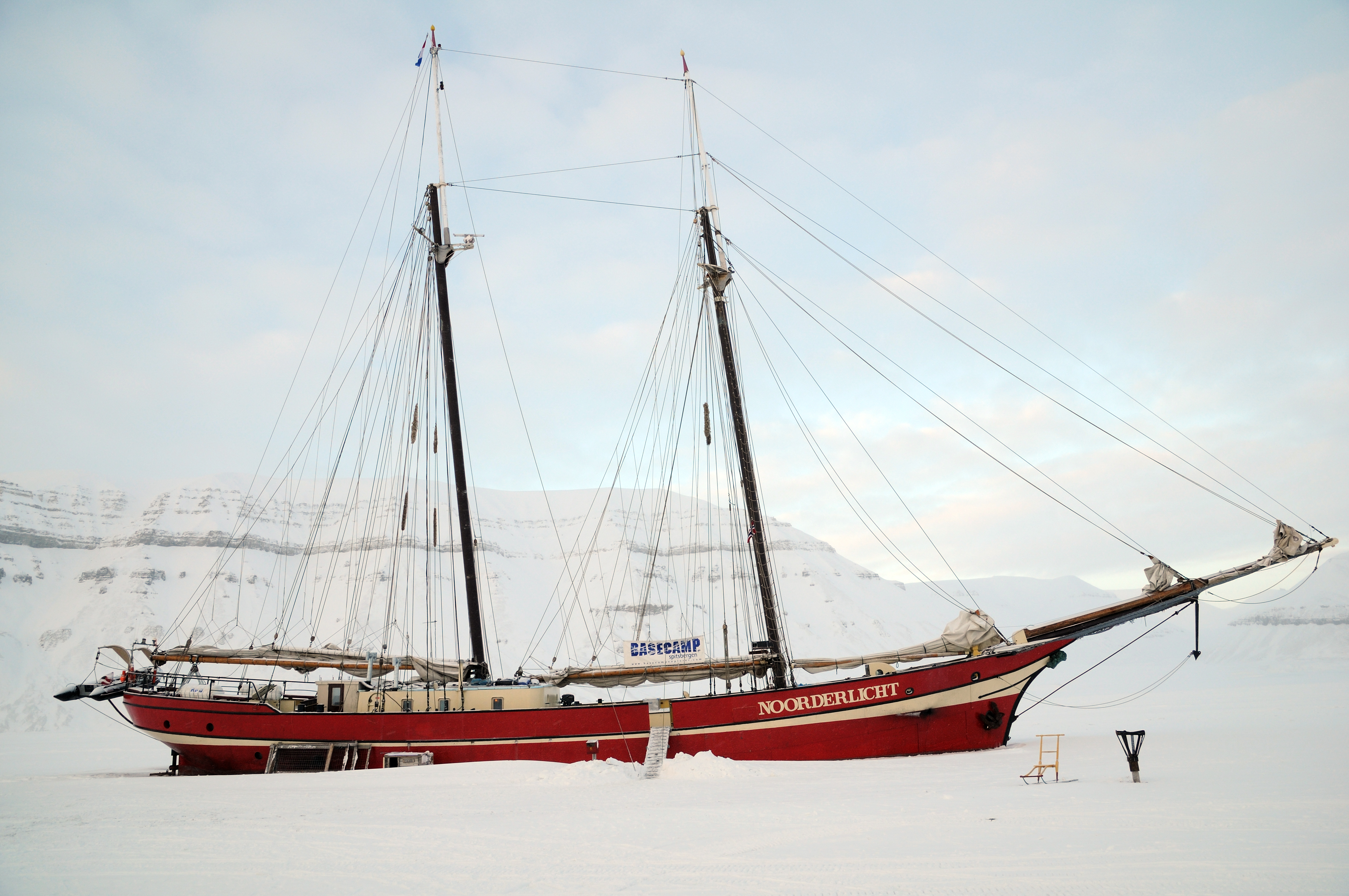
De ingevroren Noorderlicht in Tempelford gebruikt als basiskamp en hotel.

In 2003 vroegen Noorse reisorganisaties of het mogelijk was het schip te laten invriezen om als basiskamp te gebruiken. De eigenaren stemden hiermee in en hebben het schip op een Noorse scheepswerf hiervoor laten aanpassen, met onder onder andere versteviging van de romp tegen de ijsdruk en voorzieningen om sledehonden te huisvesten. Een groot voordeel is dat een schip veel beter te beveiligen is tegen ijsberen dan tenten of hutten. Voor het invriezen op een veilige plek is goede lokale kennis en expertise nodig. Het wordt pas in februari gedaan omdat voor een verblijf in de winterperiode weinig belangstelling is vanwege de poolnacht. De sledehonden- en andere tochten op het ijs vinden plaats aan het einde van de winter en het begin van de lente. Het invriezen lukte na 2015 niet altijd vanwege ongewoon warm winterweer.
Van juni tot oktober vaart het schip in en rond de eilanden van Spitsbergen. Hierbij worden dagtochten op het land/ijs gehouden. In november worden rond de Lofoten tochten georganiseerd om het poollicht te zien. Het schip werd in Noorwegen onderhouden en voer niet terug naar Nederland.

## Masterskip (2021-heden)
Swan Expeditions heeft Noorderlicht aangekocht om o.a. zeilreizen met middelbare schoolkinderen te varen. Onder de naam Masterskip kunnen scholieren uit 4 havo en 4/5 vwo gedurende zes weken onderwijs op zee volgen aan boord van het schip. Deze reizen vinden plaats van november tot en met mei. Tussen mei en november vaart het schip in Spitsbergen als expeditieschip.

## Nieuwe eigenaren
In 2016 verkochten Ted van Broeckhuysen en Gert Ritzema, eigenaren sinds 1992, het schip aan Floris de Waard die de exploitatie overnam. Begin 2022 heeft Swan Expeditions het schip aangekocht en toegevoegd aan haar vloot. Zij organiseert avontuurlijke zeilreizen met tall-ships voor scholieren en charter reizen voor volwassenen. Op 23 maart 2023 strandde het schip in Noorwegen.